# Montgròs (el Brull)
El Montgròs és una muntanya de 766 m d'alçada que hi ha al municipi del Brull, a la comarca d'Osona. Al punt més alt hi ha la fortificació ibèrica del turó de Montgròs.